# Corona mural

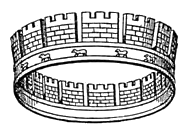
Corona mural, una distinción de origen romano.

Corona mural (en latín corona muralis), diferente de la corona cívica, era un premio o distinción en forma de corona de oro que se daba al soldado que escalaba primero el muro y colocaba el estandarte en una ciudad invadida.

## Heráldica
En heráldica la corona mural se representa mediante un cerco de muros almenados o murallas con torreones intercalados, y es usada habitualmente como adorno exterior posicionado en la parte superior del contorno, o timbre.
Heráldicamente ha sido la representación tradicional de la corona del Reino de Castilla, siendo físicamente utilizada en diversas variantes por sus reyes, como la que se conserva en el Monasterio de las Huelgas (Burgos), que perteneció a Alfonso VIII.

Corona mural de diputación o veguería
Corona mural de comarca
Corona mural de ciudad
Corona mural de villa
Corona mural de pueblo
Corona mural genérica

Corona mural de diputación o veguería
Corona mural de comarca
Corona mural de ciudad
Corona mural de villa
Corona mural de pueblo
Corona mural genérica

También se hizo uso de ella para timbrar el Escudo Nacional español durante la I y la II Repúblicas, tras suprimir la Corona Real española, aunque obviando su vinculación heráldica con la Casa Real castellana y pese al informe de la Real Academia de Historia que había recomendado el uso de la corona cívica.
Su uso se encuentra difundido en los escudos de muchos municipios españoles, y concretamente en Cataluña como resultado de un sistema de clasificación jerarquizado, similar al antiguo sistema de coronas nobiliario, adoptado por la Generalidad de Cataluña desde los años 1980 para los diseños de escudos oficiales normalizados.

Corona mural de diputación en el escudo de la provincia de Gerona.
Corona mural de comarca en el escudo de la comarca de Ribera de Ebro.
Corona mural de ciudad en el escudo de Tárrega.
Corona mural de ciudad en el escudo de Popayán.
Corona mural de villa en el escudo de Xerta.
Corona mural de villa en el escudo de León.
Corona mural de pueblo en el escudo de Terradas.
Corona mural de pueblo en el escudo de Seva.
Corona mural genérica en el escudo de la provincia de Almería.
Corona mural en el escudo de Cartagena.

Coronas murales según el sistema de clasificación difundido en Cataluña.

Corona mural en el escudo de Almuñécar.